# Amor (Leiria)
Pour les articles homonymes, voir Amor.
Amor est une freguesia portugaise située dans le District de Leiria.
Avec une superficie de 18,13 km2 et une population de 4 738 habitants (2001), la paroisse possède une densité de 261,3 hab/km2.